# Josip Plemelj
Josip Plemelj (11 de diciembre de 1873 - 22 de mayo de 1967) fue un matemático esloveno, cuyas principales contribuciones se centraron en los campos del análisis complejo y de la aplicación de ecuaciones integrales a la teoría del potencial. Fue el primer canciller de la Universidad de Liubliana.

## Semblanza

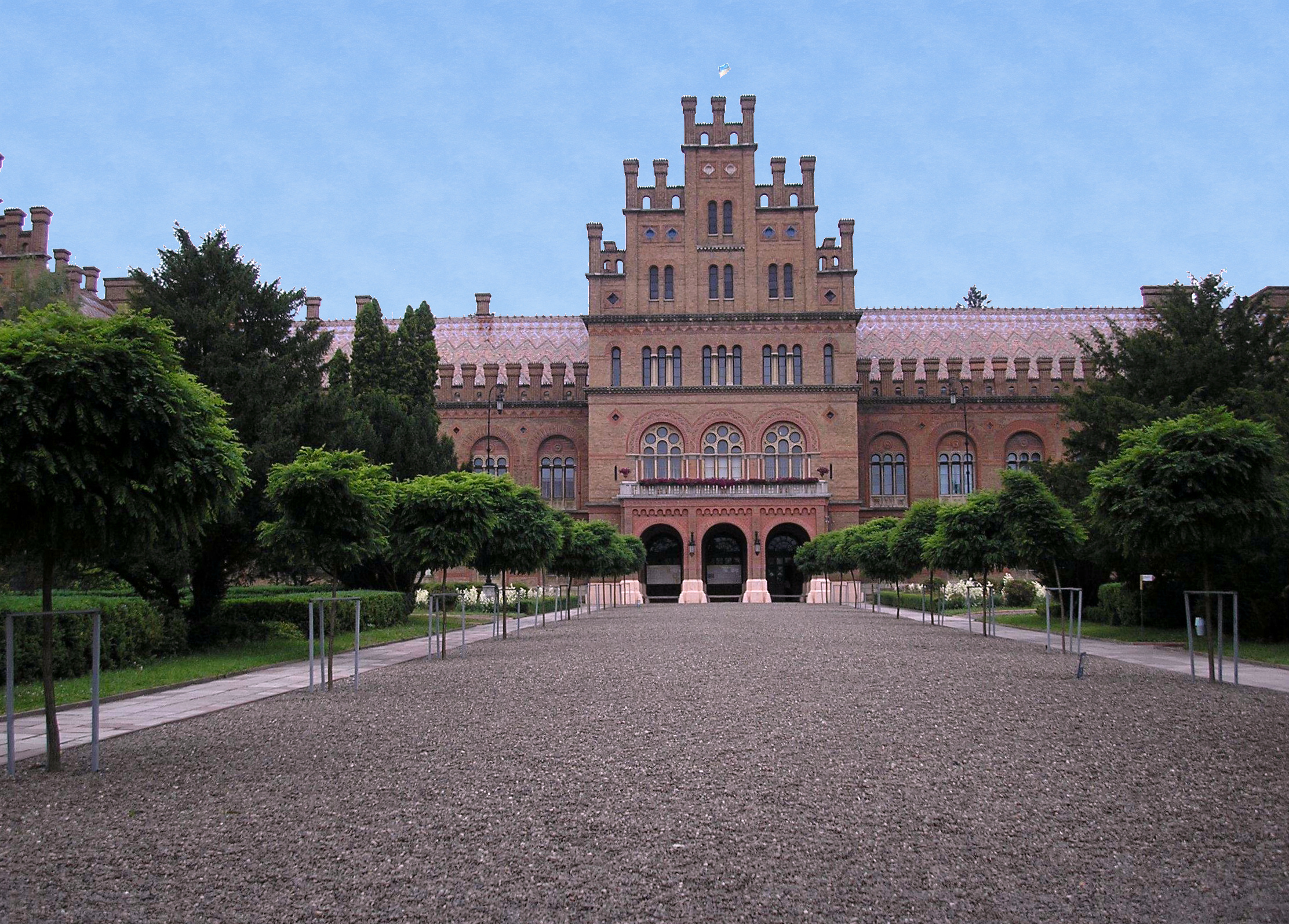
Universidad de Chernivtsi

Plemelj nació en 1873 en el pueblo de Bled, cerca del Castillo de Bled, que por entonces pertenecía al Imperio austrohúngaro. Murió en Liubliana, Yugoslavia. Ambos lugares en la actualidad forman parte de Eslovenia. Su padre, Urban, carpintero y agricultor, murió cuando Josip tenía solo un año. Su madre, Marija Mrak, encontró muy difícil criar a la familia sola, pero pudo enviar a su hijo a la escuela en Ljubljana, donde Plemelj estudió de 1886 a 1894. Siendo joven, cuando estaba con un grupo de amigos arrojaron un banco al estanque de Tívoli, por lo que fue expulsado de la escuela y tuvo que aprobar el examen final en forma privada. Después de aprobar el examen de ingreso, se matriculó en la Universidad de Viena en 1894, iniciando su formación en la Facultad de Artes para estudiar matemáticas, física y astronomía. Sus profesores en Viena fueron von Escherich (análisis matemático); Gegenbauer y Mertens (aritmética y álgebra); Weiss (astronomía); y Josef Stefan, discípulo de Boltzmann (física).
En mayo de 1898, Plemelj presentó su tesis doctoral bajo la tutela de Escherich titulada "Über lineare homogene Differentialgleichungen mit eindeutigen periodischen Koeffizienten" (Ecuaciones diferenciales lineales homogéneas con coeficientes periódicos uniformes). Continuó su formación en Berlín (1899/1900) con los matemáticos alemanes Frobenius y Fuchs; y en Gotinga (1900/1901), dirigido por Klein y Hilbert.
En abril de 1902 se convirtió en profesor titular privado en la Universidad de Viena; en 1906 fue nombrado asistente de la Universidad Técnica de Viena; en 1907 se convirtió en profesor asociado; y en 1908 pasó a ser profesor titular de matemáticas en la Universidad de Chernivtsí (Ucaniano: Чернівці, ruso: Черновцы), en Ucrania. De 1912 a 1913 fue decano de esta facultad. En 1917, sus opiniones políticas lo llevaron a ser expulsado por la fuerza por el gobierno, y se reasentó en Moravia. Después de la Primera Guerra Mundial se convirtió en miembro de la Comisión Universitaria del gobierno provincial esloveno y contribuyó a establecer la primera universidad eslovena en Ljubljana, siendo elegido su primer rector. En el mismo año fue nombrado profesor de matemáticas en la Facultad de Letras. Después de la Segunda Guerra Mundial se incorporó a la Facultad de Ciencias Naturales y Tecnología (FNT). Se jubiló en 1957, después de haber impartido clases de matemáticas durante 40 años.

## Primeras contribuciones
Plemelj había demostrado su gran talento para las matemáticas al principio de la escuela primaria. Dominó todo el plan de estudios de la escuela secundaria a principios del cuarto año y comenzó a dar clases particulares a otros estudiantes para sus exámenes de graduación. En ese momento descubrió por su cuenta series para las funciones seno y coseno. En realidad, había encontrado una serie para la función trigonométrica inversa arco coseno, y simplemente invirtió la serie y luego halló un procedimiento para calcular los coeficientes, aunque no disponía de una demostración rigurosa.
Mostró un gran entusiasmo abordando difíciles cuestiones de construcción geométrica. Estando en la escuela secundaria resolvió un problema del temario de primaria, la construcción exacta (y no aproximada) de un heptágono regular inscrito en una circunferencia. Para ello, se valió de una solución simple como la trisección del ángulo, que necesariamente conduce a la antigua construcción aproximada india o babilónica. Comenzó a ocuparse de las matemáticas en cuarto y quinto curso de la escuela secundaria. Además de las matemáticas, también se interesó por las ciencias naturales y especialmente por la astronomía. Estudió mecánica celeste ya en la escuela secundaria. Le gustaba observar las estrellas. Se dice que su vista era tan aguda, que podía ver el planeta Venus incluso durante el día.

## Investigación
Los principales intereses de investigación de Plemelj fueron la teoría de ecuaciones diferenciales lineales, ecuaciones integrales, teoría del potencial, la teoría de funciones analíticas y análisis funcional. Se interesó por las ecuaciones integrales siendo estudiante en Gotinga, cuando el profesor sueco Erik Holmgren dio una conferencia sobre el trabajo de su compatriota Fredholm sobre ecuaciones integrales lineales de primer y segundo orden. Estimulados por Hilbert, los matemáticos de Gotinga atacaron esta nueva área de investigación y Plemelj fue uno de los primeros en publicar resultados originales sobre la cuestión, aplicando la teoría de ecuaciones integrales al estudio de funciones armónicas en la teoría del potencial.
Su trabajo más importante en teoría del potencial se resume en su libro de 1911 "Potentialtheoretische Untersuchungen" (Estudios en teoría del potencial), que recibió el premio de la Sociedad Jablonowski en Leipzig (1500 marcos) y el premio Richard Lieben de la Universidad de Viena (2000 coronas) por el trabajo más destacado en el campo de las matemáticas puras y aplicadas escrito por cualquier tipo de matemático 'austriaco' en los tres años anteriores.
Su contribución más original es la solución elemental que proporcionó para el problema de Riemann-Hilbert f+ = g f&minus sobre la existencia de una ecuación diferencial con monodromía dada. La solución, publicada en su artículo de 1908 "Clases riemannianas de funciones con grupo de monodromía dado", se basa en tres fórmulas que ahora llevan su nombre, que conectan los valores tomados por una función holomorfa en el límite de un arco Γ:
{\displaystyle f_{+}(z)={1 \over 2i\pi }\int _{\Gamma }{\phi (t)-\phi (z) \over {t-z}}\,dt+\phi (z)}
{\displaystyle f(z)={1 \over 2i\pi }\int _{\Gamma }{\phi (t)-\phi (z) \over {t-z}}\,dt+{1 \over 2}\phi (z)}
{\displaystyle f_{-}(z)={1 \over 2i\pi }\int _{\Gamma }{\phi (t)-\phi (z) \over {t-z}}\,dt\quad z\in \Gamma }
Estas expresiones se denominan de diversas formas fórmulas de Plemelj, fórmulas de Sojotski-Plemelj, o algunas veces (principalmente en la literatura alemana) fórmulas de Plemelj-Sojotski, en honor al matemático ruso Yulián Sojotski (Юлиан Карл Васильевич Сохоцкий) (1842-1927).
A partir de sus métodos para resolver el problema de Riemann se había desarrollado la teoría de las ecuaciones integrales singulares (MSC (2000) 45-Exx) abordada sobre todo por la escuela rusa dirigida por Nikolái Musjelishvili (Николай Иванович Мусхелишвили) (1891-1976).
También importantes son sus contribuciones al análisis complejo en la resolución del problema de uniformización de funciones algebraicas, contribuciones sobre formulación del teorema de extensión analítica de diseños y tratados en álgebra y en teoría de números.
En 1912, Plemelj publicó una prueba muy simple del caso especial del último teorema de Fermat, cuando el exponente n es 5. Dirichlet había dado por primera vez pruebas más complicadas de este caso en 1828 y Legendre en 1830.
Su llegada a Ljubljana en 1919 fue muy importante para el desarrollo de las matemáticas en Eslovenia. Como buen maestro, había formado a varias generaciones de matemáticos e ingenieros. Su alumno más famoso es Ivan Vidav. Después de la Segunda Guerra Mundial, la "Slovenska akademija znanosti in umetnosti" (la Academia Eslovena de Ciencias y Artes) (SAZU) había publicado su curso de tres años de conferencias para estudiantes de matemáticas: "Teorija analitičnih funkcij" (La teoría de las funciones analíticas), (SAZU, Ljubljana 1953, pp XVI + 516), "Diferencialne in integralske enačbe. Teorija in uporaba" (Ecuaciones diferenciales e integrales. Teoría y aplicación).
Halló una fórmula con un sumatorio de la derivada direccional del potencial de una capa en la región intera o externa. Interesado también por el álgebra y la teoría de números, sin embargo solo había publicado algunas contribuciones de estos campos, como por ejemplo, un libro titulado "Algebra in teorija števil" (Álgebra y Teoría de Números; SAZU, Ljubljana 1962, pp. xiv + 278) que se publicó en el extranjero, al igual que su último trabajo "Problemi v smislu Riemanna in Kleina" (Problemas en el sentido de Riemann y Klein; edición y traducción de JRM Radok, "Interscience Tract in Pure and Applied Mathematics", No. 16, Interscience Publishers: John Wiley & Sons, New York, Londres, Sídney 1964, pp VII + 175). Este trabajo trata de cuestiones que eran de su mayor interés y examen. Su bibliografía incluye 33 unidades, de las cuales 30 son tratados científicos y han sido publicados entre otros en revistas como: "Monatshefte für Mathematik und Physik", "Sitzungsberichte der kaiserlichen Akademie der Wissenschaften"; en Viena, "Jahresbericht der deutschen Mathematikervereinigung", "Gesellschaft deutscher Naturforscher und Ärzte" en Verhandlungen, "Bulletin des Sciences Mathematiques", "Obzornik za matematiko in fiziko" y "Publications mathiques de l'Universite de Belgrade". Cuando el matemático francés Charles Émile Picard calificó las obras de Plemelj como "deux excellents memoires" (dos excelentes memorias), Plemelj se hizo conocido en el mundo matemático.
Fue miembro regular de la SAZU desde su fundación en 1938, miembro correspondiente de la JAZU (Academia Yugoslava de Ciencias y Artes) en Zagreb, Croacia desde 1923, miembro correspondiente de la SANU (Academia Serbia de Ciencias y Artes) en Belgrado desde 1930 (1931). En 1954 recibió el premio más alto de investigación en Eslovenia, el Premio Prešeren. Ese mismo año fue elegido miembro correspondiente de la Academia de Ciencias de Baviera, en Múnich.
En 1963, para su 90 aniversario, la Universidad de Liubliana le otorgó un doctorado honorario. Fue el primer profesor de matemáticas en la universidad eslovena y en 1949 se convirtió en el primer miembro honorario de ZDMFAJ (Unión Yugoslava de sociedades de matemáticos, físicos y astrónomos). Dejó su villa en Bled a la "Sociedad de Matemáticos, Físicos y Astrónomos de Eslovenia" (DMFA), donde está instalada una sala en su memoria.
Plemelj no utilizaba documentación adicional para sus clases; no tenía notas. Solía decir que pensaba en el contenido de la clase en el camino de su casa en Gradišče a la Universidad. Se dice que sus estudiantes tenían la impresión de que estaba creando material didáctico en el momento y que estaban presenciando la formación de algo nuevo. Escribía fórmulas en la pizarra maravillosamente, aunque estuvieran compuestas por letras griegas, latinas o góticas. Pidió lo mismo a los estudiantes. Tenían que escribir con claridad.
Se dice que Plemelj tenía un oído muy refinado para los idiomas y creó una base sólida para el desarrollo de la terminología matemática eslovena. Había acostumbrado a los estudiantes a una fraseología clara y lógica. Por ejemplo, se enojaría si se usaba la palabra rabiti ('usar') en lugar de la palabra potrebovati ('necesitar'). Por eso dijo: "El ingeniero que no sabe matemáticas nunca las necesita. Pero si las sabe, las usa con frecuencia".